# 雷暗暴
雷暗 暴（らいあん ぼう、1979年2月3日 - ）は、アメリカ合衆国の男性総合格闘家。ミシガン州グランドラピッズ出身｡雷道場所属。
アメリカ人であるが非常に流暢な日本語を話し、当初は本名であるライアン・ボウの名義で出場していたが、2001年1月のトニー・デドルフ戦からリングネームを漢字読みした雷暗暴に変更した。
修斗を主戦場とし、世界ウェルター級ランキングの常連として活躍。ブラジリアン柔術の試合やシュートボクシングにも出場経験を持つ。

## 来歴
2000年11月12日、修斗で五味隆典と対戦し、0-3の判定負け。五味は眼窩底骨折で手術を受けた。
2003年12月、川尻達也にＫＯ負け。
修斗の環太平洋ウェルター級トーナメントで、2004年3月、杉江アマゾンに判定勝ち。2004年7月、準決勝でタクミに判定勝ち。2005年1月、決勝で朴光哲に判定負け準優勝。
2006年4月11日、DEEP 25 IMPACTのDEEPライト級王者決定戦で帯谷信弘と対戦。激しい打撃戦を展開するも、0-3の判定負けを喫し王座獲得に失敗した。
2007年2月17日、初参戦となったBodogFightでニック・アガラーと対戦し、フロントチョークで一本勝ち。
2007年4月13日、DEEP 29 IMPACTでBarbaro44と対戦し、チョークスリーパーで一本勝ち。

## 戦績

### 総合格闘技
| 総合格闘技 戦績 | 総合格闘技 戦績 | 総合格闘技 戦績 | 総合格闘技 戦績 | 総合格闘技 戦績 | 総合格闘技 戦績 | 総合格闘技 戦績 |
| --------------- | --------------- | --------------- | --------------- | --------------- | --------------- | --------------- |
| 28 試合         | (T)KO           | 一本            | 判定            | その他          | 引き分け        | 無効試合        |
| 17 勝           | 3               | 8               | 6               | 0               | 2               | 0               |
| 9 敗            | 2               | 0               | 7               | 0               | 2               | 0               |

| 勝敗 | 対戦相手                       | 試合結果                           | 大会名                                                                           | 開催年月日     |
| ×    | 松本晃市郎                     | 5分2R終了 判定0-3                  | DEEP 38 IMPACT                                                                   | 2008年10月23日 |
| ○    | 松下直揮                       | 5分3R終了 判定3-0                  | club DEEP in Nagoya MB3z IMPACT 「ALL STAND UP!!」                               | 2008年6月29日  |
| △    | 松下直揮                       | 5分2R終了 判定1-0                  | CLUB DEEP TOKYO in 新宿FACE                                                      | 2008年3月29日  |
| ×    | ホドリゴ・ダム                 | 2R 1:03 KO（スタンドパンチ連打）   | BodogFight: Vancouver                                                            | 2007年8月24日  |
| ○    | Barbaro44                      | 3R 3:01 チョークスリーパー         | DEEP 29 IMPACT                                                                   | 2007年4月13日  |
| ○    | ニック・アガラー               | 2R 0:14 フロントチョーク           | BodogFight: Costa Rica Combat                                                    | 2007年2月17日  |
| ○    | ヘンリ・カキウチ・ヴォルベリン | 1R 1:20 TKO（パウンド）            | MARS 06 "RAPID FIRE"                                                             | 2006年12月22日 |
| △    | 長谷川秀彦                     | 5分2R終了 判定1-1                  | DEEP 25 IMPACT                                                                   | 2006年8月4日   |
| ×    | 帯谷信弘                       | 5分3R終了 判定0-3                  | DEEP 24 IMPACT 【DEEPライト級王者決定戦】                                        | 2006年4月11日  |
| ○    | ジョン・バチスタ・ヨシムラ     | 2R終了時 TKO（棄権）               | DEEP HERO 1                                                                      | 2005年4月17日  |
| ×    | 朴光哲                         | 5分3R終了 判定0-2                  | 修斗 【環太平洋ウェルター級王者決定トーナメント 決勝】                           | 2005年1月29日  |
| ○    | タクミ                         | 5分3R終了 判定2-0                  | 修斗 【環太平洋ウェルター級王者決定トーナメント 準決勝】                         | 2004年7月16日  |
| ○    | デシャウン・ジョンソン         | 1R 2:01 チキンウィングアームロック | SuperBrawl 35                                                                    | 2004年4月16日  |
| ○    | 杉江"アマゾン"大輔             | 5分3R終了 判定3-0                  | 修斗 SHOOTO GIG CENTRAL Vol.5 【環太平洋ウェルター級王者決定トーナメント 1回戦】 | 2004年3月28日  |
| ×    | 川尻達也                       | 1R 4:21 TKO（パウンド）            | 修斗                                                                             | 2003年12月14日 |
| ×    | ビトー・"シャオリン"・ヒベイロ | 5分3R終了 判定0-3                  | 修斗                                                                             | 2003年5月4日   |
| ×    | ジョン・ホーキ                 | 5分3R終了 判定0-2                  | DEEP2001 6th IMPACT in ARIAKE COLOSSEUM                                          | 2002年9月7日   |
| ○    | マーシオ・クロマド             | 5分3R終了 判定3-0                  | 修斗 TREASURE HUNT 05                                                            | 2002年3月15日  |
| ×    | 三島☆ド根性ノ助                | 5分3R終了 判定0-2                  | 修斗 SHOOTO TO THE TOP -THE FINAL ACT-                                           | 2001年12月16日 |
| ○    | 八隅孝平                       | 5分3R終了 判定3-0                  | 修斗 SHOOTO TO THE TOP                                                           | 2001年3月2日   |
| ○    | トニー・デドルフ               | 1R 2:21 腕ひしぎ十字固め           | 修斗 SHOOTO TO THE TOP                                                           | 2001年1月19日  |
| ×    | 五味隆典                       | 5分3R終了 判定0-3                  | 修斗 R.E.A.D. 〜2000 SHOOTO〜                                                    | 2000年11月12日 |
| ○    | 村濱天晴                       | 5分2R終了 判定2-0                  | 修斗 R.E.A.D. 〜2000 SHOOTO〜                                                    | 2000年5月22日  |
| ○    | 藤原正人                       | 1R 2:19 TKO（膝蹴り）              | 修斗 R.E.A.D. 〜2000 SHOOTO〜                                                    | 2000年4月12日  |
| ○    | ブレナン・カマカ               | 1R 1:26 腕ひしぎ十字固め           | SuperBrawl 12                                                                    | 1999年6月1日   |
| ○    | シャイアン・パダケン           | 1R 3:32 チョークスリーパー         | SuperBrawl 11 【ライト級トーナメント 決勝】                                      | 1999年2月2日   |
| ○    | マット・ハミルトン             | 1R 1:05 腕ひしぎ十字固め           | SuperBrawl 11 【ライト級トーナメント 準決勝】                                    | 1999年2月2日   |
| ○    | エリック・ライシャー           | 1R 1:17 腕ひしぎ十字固め           | SuperBrawl 11 【ライト級トーナメント 1回戦】                                     | 1999年2月2日   |

### グラップリング
| 勝敗 | 対戦相手 | 試合結果            | 大会名                                  | 開催年月日    |
| ×    | 鹿又智成 | ポイント0-1         | ADCC 2003 日本予選 【77kg未満級 1回戦】 | 2003年3月30日 |
| ○    | 山崎剛   | 5分2R終了 判定40-39 | The CONTENDERS X-RAGE vol.2             | 2002年3月10日 |
| ○    | 小室宏二 | 5分2R終了 判定39-37 | The CONTENDERS 6 -MM21 Limited Edition- | 2001年10月8日 |

### キックボクシング
| キックボクシング 戦績 | キックボクシング 戦績 | キックボクシング 戦績 | キックボクシング 戦績 | キックボクシング 戦績 | キックボクシング 戦績 | キックボクシング 戦績 |
| --------------------- | --------------------- | --------------------- | --------------------- | --------------------- | --------------------- | --------------------- |
| 2 試合                | (T)KO                 | 判定                  | その他                | 引き分け              | 無効試合              |                       |
| 1 勝                  | 0                     | 1                     | 0                     | 0                     | 0                     |                       |
| 1 敗                  | 0                     | 1                     | 0                     | 0                     | 0                     |                       |

| 勝敗 | 対戦相手 | 試合結果          | 大会名                                       | 開催年月日   |
| ○    | HAYATO   | 3R終了 判定3-0    | FUTURE FIGHTER IKUSA 3 〜特攻〜 BROKEN ARROW | 2003年6月8日 |
| ×    | 阿部勝   | 3分3R終了 判定0-3 | SHOOT BOXING WORLD TOURNAMENT S-cup 2002     | 2002年7月7日 |

## 獲得タイトル
- SuperBrawl 11ライト級トーナメント 優勝（1999年）